# Гукове
Гу́кове —  село в Україні, у Шосткинській міській громаді Шосткинського району Сумської області. Населення становить 104 осіб. Колишній орган місцевого самоврядування — Гамаліївська сільська рада.

## Географія
Село Гукове знаходиться на відстані 3,5 км від смт Вороніж, сіл Гамаліївка і Макове. По селу протікає пересихаючий струмок з загатами і знаходиться Гуковське озеро. Поруч проходить залізниця, станція Макове за 3,5 км. Поруч із залізницею розташовані поля та ліс (урочища Охримова Гора, Вовкове та інші).

## Символіка
На гербі зображені 2 лев'ячі голови, які перегукуються (герб є промовистим). Вгорі ворона з прикрасою в дзьобі взята з герба родини Кулішів. Ворона не перегукується оскільки дзьоб зайнятий прикрасою, що можна трактувати приказкою: мовчання на вагу золота. Зелений колір - лісові масиви біля села, синій - озеро Гукове. Прикраса - країнський письменник, перекладач, етнограф, критик, редактор, мовознавець i видавець П.О.Куліш.

## Письменники
У цьому селі проживав i мав хутір П.О.Куліш,-український письменник, перекладач, етнограф, критик, редактор, мовознавець i видавець. Щороку в селі відбуваються традиційні Кулешівські читання.

## Населення
Згідно з переписом УРСР 1989 року чисельність наявного населення села становила 120 осіб, з яких 49 чоловіків та 71 жінка.
За переписом населення України 2001 року в селі мешкали 104 особи.

### Мова
Розподіл населення за рідною мовою за даними перепису 2001 року:
| Мова       | Кількість | Відсоток |
| ---------- | --------- | -------- |
| українська | 102       | 98.08%   |
| російська  | 2         | 1.92%    |
| Усього     | 104       | 100%     |